# Elio (Metro de Lima y Callao)
Elio es la octava estación actualmente en construcción de la línea 2 del Metro de Lima y Callao, en Perú. Será construida de manera subterránea en el distrito de Lima. Se tiene previsto su inauguración general en 2028.
En septiembre de 2024, se informó que las obras civiles de la estación tiene un avance de 87% 
En enero de 2025, se informó que las obras civiles de la estación tiene un avance de 92.51%.
Estará ubicada en la intersección de la avenida Venezuela con la avenida García y García.